# 叙利亚国徽
敘利亞國徽是敘利亞主權的象徵和標誌。
現行國徽為一隻面向左側的金色的鷹，鷹頭上方有三顆呈弧形排列的五角星。鷹身上的14根羽毛象徵該國的14個省份。該國徽於2025年7月3日正式生效。
自1930年叙利亚共和国建立以来叙利亚已使用过不少国徽，儘管其组成元素近乎一致，2025年前使用的國徽主体图案是一头古莱什之鹰。鹰胸前为盾形叙利亚国旗图案，下交叉着两穗小麦，象征农作物种植业是叙利亚的主要经济来源；下部的绶带上用阿拉伯文著有。
叙利亚原国徽根据1964年《阿拉伯叙利亚共和国宪法》制定，1980年作出最新修改，2024年因叙利亚复兴党政权倒台而实质废除。
2025年7月3日，叙利亚新国徽正式启用。新国徽图案为一只雄鹰，其灵感源自巴尔米拉古城的古老图案，鹰顶三颗星，取自叙利亚国旗，代表大马士革、阿勒颇和代尔祖尔三个地区。雄鹰拥有十四根羽毛，象征着叙利亚的十四个省。鹰尾的五根羽毛则象征着叙利亚的五个主要地理区域：北、东、西、南、中。

## 历代国徽
- 阿拉伯叙利亚王国（1919－1920）
- 叙利亚共和国（1932－1958）
- 阿拉伯联合共和国（1958－1961）
- 阿拉伯叙利亚共和国（1961－1964）
- 阿拉伯叙利亚共和国（1964－1972）
- 阿拉伯叙利亚共和国(1972－1980)
- 阿拉伯叙利亚共和国（1980－2024）
- 敘利亞過渡政府（2024－2025）
- 敘利亞過渡政府（2025－）

### 复兴党政权时期
- 阿拉伯叙利亚共和国总统徽章（1980－2024）
- 阿拉伯叙利亚共和国总理徽章（1980－2024）
- 阿拉伯叙利亚共和国议会徽章（1980－2024）

### 叙利亚过渡政府时期
- 阿拉伯叙利亚共和国总统徽章（2024－2025）
- 阿拉伯叙利亚共和国总理徽章（2024－2025）
- 阿拉伯叙利亚共和国议会徽章（2024－2025）